# Ugurus
Ugurus es un género de foraminífero bentónico de la subfamilia Endothyrinae, de la familia Endothyridae, de la superfamilia Endothyroidea, del suborden Fusulinina y del orden Fusulinida. Su especie tipo es Endothyra mirifica. Su rango cronoestratigráfico abarca el Viseense superior (Carbonífero inferior).

## Discusión
Clasificaciones más recientes incluyen Ugurus en el suborden Endothyrina, del orden Endothyrida, de la subclase Fusulinana de la clase Fusulinata. Ugurus ha sido propuesto como sustituto de Mirifica, que ha sido considerado homónimo posterior de Mirifica Fletcher, 1956.

## Clasificación
Ugurus incluye a la siguiente especie:
- Ugurus mirifica †